# Eygluy-Escoulin
Eygluy-Escoulin é uma comuna francesa na região administrativa de Auvérnia-Ródano-Alpes, no departamento de Drôme. Estende-se por uma área de 26,53 km². Em 2010 a comuna tinha 72 habitantes (densidade: 2,7 hab./km²).